# 西達爾河

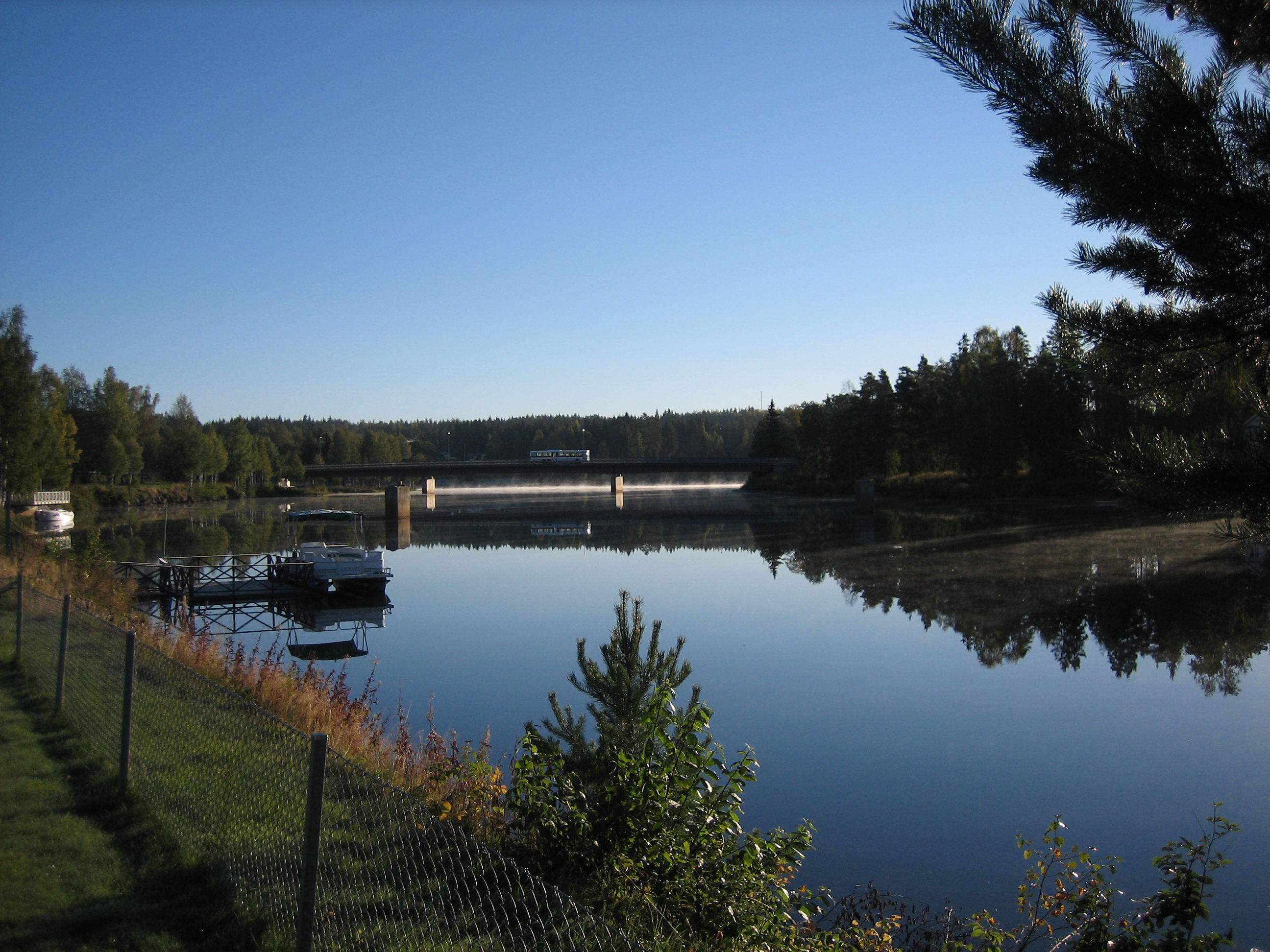

西达尔河（法語：Västerdalälven）是瑞典的河流，是達爾河的支流，位於該國北部達拉納省，發源自斯堪的納維亞山脈，最終注入波羅的海，河道全長235公里，流域面積8,640平方公里，支流有萬河。